# Chlorissa subrufibasis
Chlorissa subrufibasis är en fjärilsart som beskrevs av Louis Beethoven Prout 1930. Chlorissa subrufibasis ingår i släktet Chlorissa och familjen mätare. Inga underarter finns listade i Catalogue of Life.